# Thraulodes pacaya
Thraulodes pacaya är en dagsländeart som beskrevs av Mccafferty, Baumgardner och Guenther 2004. Thraulodes pacaya ingår i släktet Thraulodes och familjen starrdagsländor. Inga underarter finns listade i Catalogue of Life.